# Christine Johanna Buisman
Christine Johanna Buisman (ur. 22 marca 1900 w Leeuwarden, zm. 27 marca 1936 w Amsterdamie) – holenderska mykolożka, która całą swoją krótką naukową karierę poświęciła badaniu holenderskiej choroby wiązu i uzyskaniu odpornych na tę chorobę sadzonek wiązów.

## Życiorys
Była najstarszym z czworga dzieci. W 1919 r. ukończyła szkołę średnią w miejscowym gimnazjum, po czym studiowała biologię w Amsterdamie. W latach 1923–1924 uczestniczyła w kursach praktycznych w laboratorium fitopatologicznym w Baarn, małym miasteczku niedaleko Amsterdamu. Później jako laborantka pracowała w Centraal Bureau voor Schimmelcultures (fungicultures) (CBS). W 1927 r. uzyskała doktorat na Uniwersytecie w Utrechcie. W 1929 roku opuściła CBS, aby kontynuować studia w Dahlem w Berlinie. Później wyjechała do USA, gdzie zajmowała się badaniem chorób wiązów.
W marcu 1936 roku przeszła operację ginekologiczną, która się udała, ale Buisman zmarła w wyniku infekcji rany pooperacyjnej. Miała 36 lat.

## Praca naukowa
Pod koniec 1926 roku laboratorium CBS przyznano środki na badania przyczyn holenderskiej choroby wiązów. Buisman otrzymała dwuletni projekt badań, a część ogrodu CBS została obsadzona sadzonkami wiązów. Aby zarazić tak wiele roślin, Buisman eksperymentowała z użyciem strzykawki. W 1927 roku udało jej się po wstrzyknięciu fitopatogenu wywołać zarówno przebarwienia naczyniowe, jak i więdnięcie liści. Dostarczyła ostatecznego dowodu, że przyczyną choroby wiązów był grzyb Graphium ulmi (później nazwany Ophiostoma ulmi). W ten sposób rozstrzygnęła trwające od 1922 r. spory holenderskich i niemieckich naukowców co do przyczyn tej choroby. Opracowała metodę inokulacji do badania przesiewowego dużej liczby roślin wiązów pod kątem odporności. W 1932 r. odkryła płciową postać tego grzyba – Ceratostomella ulmi.
W 1929 r. na Międzynarodowej Federacji Kobiet Uniwersyteckich w Genewie poznała Bernice Cronkhite, dziekana Harvard University’s Radcliffe College w Bostonie w USA. Skorzystała z okazji, aby ubiegać się o stypendium na badanie chorób wiązów w USA. Miesiąc później rozpoczęła roczne badania w Bostonie, których głównym celem było ustalenie, czy Graphium ulmi również występuje w USA. Dopiero w ostatnich dniach przed powrotem do Europy udało jej się wyizolować grzyba w próbkach z Cleveland. Była pierwszą osobą, która potwierdziła obecność tego grzyba na kontynencie północnoamerykańskim. Dzięki darowiznom sadzonek wiąza amerykańskiego z Departamentu Rolnictwa USA badała także inne choroby wiązów. Wyniki badań opublikowała w Journal of the Arnold Arboretum.
W nazwach naukowych utworzonych przez nią taksonów dodawane jest jej nazwisko Buisman. W rok po jej śmierci pierwszy w historii otrzymany w Holandii odporny kultywar wiązu nazwano ‘Christine Buisman’.